# Беджихув (Свентокшиське воєводство)
Беджихув (пол. Biedrzychów) — село в Польщі, у гміні Ожарув Опатовського повіту Свентокшиського воєводства.
Населення — 78 осіб (2011).
У 1975-1998 роках село належало до Тарнобжезького воєводства.

## Демографія
Демографічна структура на день 31 березня 2011 року:
|          | Загалом | Допрацездатний вік | Працездатний вік | Постпрацездатний вік |
| -------- | ------- | ------------------ | ---------------- | -------------------- |
| Чоловіки | 34      | 5                  | 21               | 8                    |
| Жінки    | 44      | 5                  | 17               | 22                   |
| Разом    | 78      | 10                 | 38               | 30                   |